# Perdita rozeni
Perdita rozeni är en biart som beskrevs av Timberlake 1968. Perdita rozeni ingår i släktet Perdita och familjen grävbin. Inga underarter finns listade i Catalogue of Life.